# Pandit
Als Pandit (Sanskrit: पण्डित paṇḍita [ˈpʌɳɖɪtʌ], Hindi: पण्डित paṇḍit [ˈpʌɳɖɪt]) werden in Indien brahmanische Gelehrte bezeichnet, insbesondere für traditionelles indisches Recht, Philosophie oder Musik. Pandits können sowohl religiöse als auch säkulare Gelehrte sein.

## Weitere Namensverwendungen
- Pandita (पण्डिता paṇḍitā [ˈpʌɳɖɪtɑː]) ist die weibliche Form von Pandit. Traditionell waren Pandits Männer, vor allem in neuer Zeit gibt es aber auch Frauen. Eine berühmte Pandita war Ramabai Dongre Medhavi.[2]
- Der Titel Pandit wird auch für hinduistische Musiker der klassischen indischen Musik benutzt. Islamische Meister der Musik tragen hingegen den Titel Ustad.
- Unter den kaschmirischen Hindus bezeichnet Pandit allgemein einen Angehörigen der Brahmanenkaste. Ein bekannter kaschmirischer Pandit war Jawaharlal Nehru.

## Pundit als Experte
Von Pandit ist das englische Lehnwort Pundit abgeleitet, das in den Medien häufig zitierte und für Interviews herangezogene Experten und deren Äußerungen karikiert. Diese Bedeutung ging unter anderem ins Urban dictionary ein. Josef Joffe beschrieb in seinem Buch Niedergang des Intellektuellen und Aufstieg des Pundits Änderungen des Publikums und der Medienszene.